# Contea di McIntosh (Georgia)
La contea di McIntosh (in inglese McIntosh County) è una contea dello Stato della Georgia, negli Stati Uniti. La popolazione al censimento del 2000 era di 10 847 abitanti. Il capoluogo di contea è Darien.